# Michel Pilz

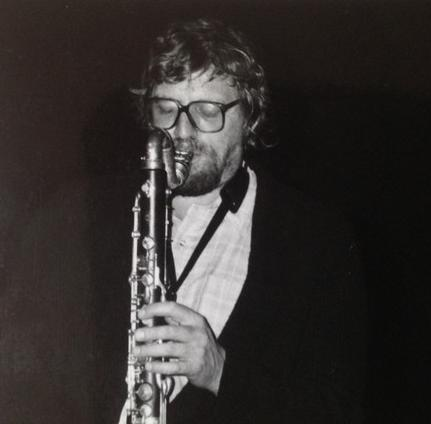
Michel Pilz auf dem Jazzfestival St. Ingbert (1989)

Michel Pilz (* 28. Oktober 1945 in Bad Neustadt an der Saale; † 2. November 2023 in Schoenfels) war ein luxemburgischer Jazzmusiker (Bassklarinettist).

## Leben und Wirken
Pilz studierte klassische Klarinette am Konservatorium in Luxemburg. Er entschied sich Jazz zu spielen und wurde 1968 Mitglied in Manfred Schoofs Quintett (mit Alexander von Schlippenbach, Buschi Niebergall und Mani Neumeier). Mit diesem Quintett, den German All Stars und dem Globe Unity Orchestra ging er in den nächsten Jahren auf Tournee (Europa, Asien, Südamerika). Außerdem spielte er im Trio mit Peter Kowald und Paul Lovens und war von 1975 bis 1977 Mitglied im Klarinetten-Pool Clarinet Contrast mit Perry Robinson, Theo Jörgensmann, Bernd Konrad und Hans Kumpf.
Michel Pilz gründete 1977 eine eigene Gruppe mit Buschi Niebergall und dem Trompeter Itaru Oki und war gleichzeitig Mitglied des neuen Manfred Schoof Quintetts (mit Jasper van’t Hof, Günter Lenz und Ralf Hübner). In seinen letzten Jahren spielte er im Trio mit dem Schlagzeuger Klaus Kugel und dem Bassisten Christian Ramond und im Quartett mit Peter A. Schmid.
Pilz galt als einer Wegbereiter seiner Generation für den Jazz in Luxemburg, u. a. als Mitbegründer des jazzclubluxembourg. Weiterhin war er als Mann im Hintergrund um die Initiative JAM – Jazz am Minett aktiv.
Am 2. November 2023 starb Michel Pilz im Alter von 78 Jahren.

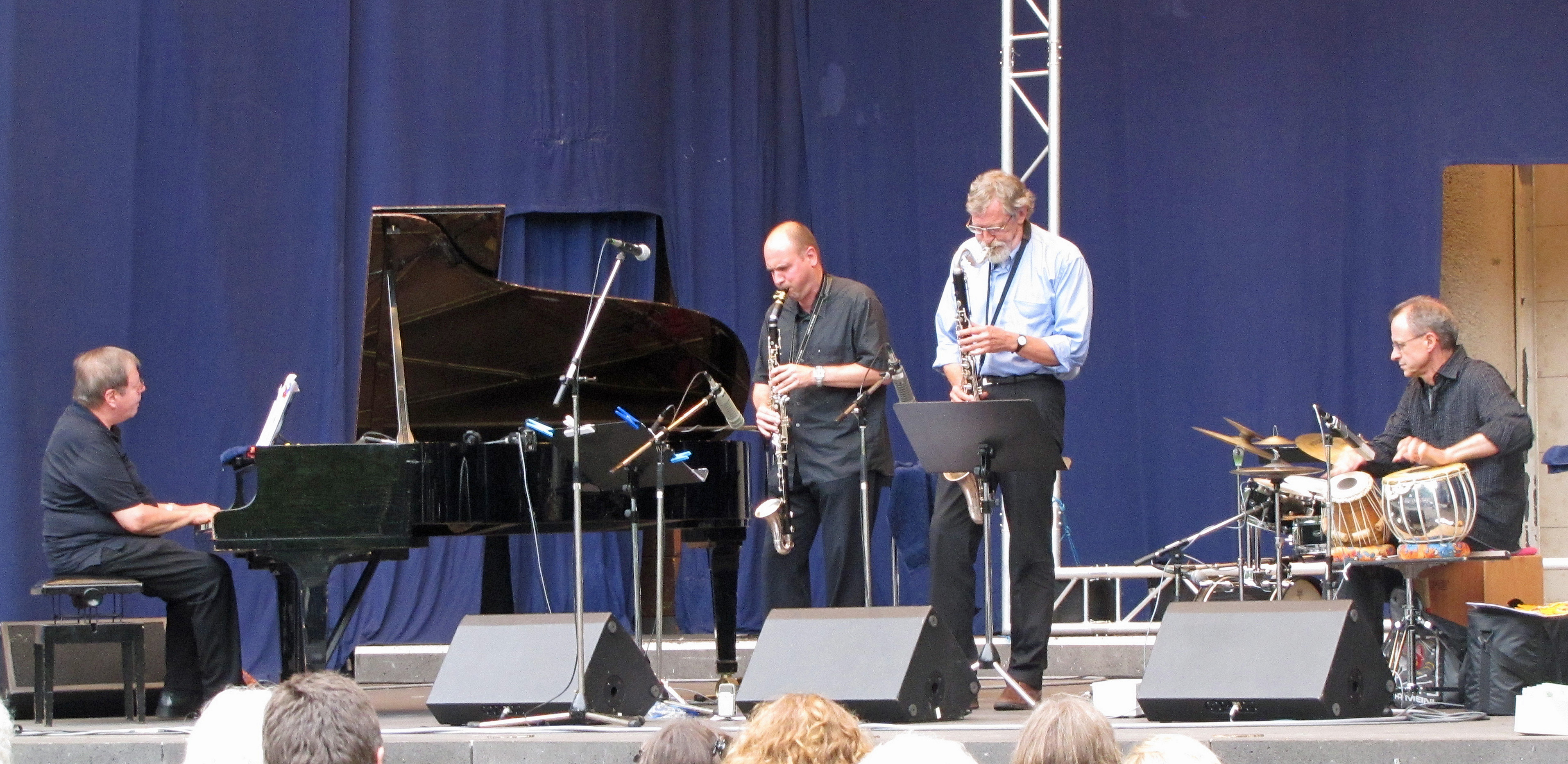
Michel Pilz (zweiter von rechts) mit Bob Degen, Burkard Kunkel und Willi Kappich bei Jazz im Palmengarten (2010)

## Diskographische Hinweise
- Pilz / Kowald / Lovens: Carpathes (Free Music Production, 1976)
- Pilz, Niebergall, Schmitt: Celeste (Trion, 1979)
- Jamabiko (1983, mit Itaru Oki, Buschi Niebergall, Muhammad Ali)
- Michel Pilz Quartet: Melu Sina (1991, mit Itaru Oki, Christian Ramond, Peter Weiss)
- Euro-Quartet: Convergences (ADDA 1992, mit Luciano Pagliarini, André Mergenthaler, François Méchali)
- Peter A. Schmid, Michel Pilz, Herbert Kramis, Dominik Burger: Schmilz (Creative Works, 2002)
- Burkard Kunkel / Willi Kappich / Michel Pilz: Day on Earth (Konnex, 2008)
- Michel Pilz/Bob Degen: Tilly's Eyes (JazzHausMusik 2011, mit Markus Schieferdecker und  Peter Perfido)
- Georg Ruby-Michel Pilz: Deuxième Bureau (JazzHausMusik, 2011)
- TOPP Quartet: Kadmos (gligg records, 2012, mit Christof Thewes, Jan Oestreich, Peter Perfido)
- Ruby-Pilz-Weber & Brochier Rimbaud #4 (JazzHausMusik 2015)
- Michel Pilz & Jean Noël Cognard: Ressuage (JazzHausMusik, 2016, mit Itaru Oki, Benjamin Duboc, Patrick Müller und Sébastian Rivas)
- Michel Pilz & Benoît Martiny: De Gudde Wëllen (Badass Yogi Productions 2017)
- Phase 0 (Auke Triesschijn 2018, mit Vedran Mutić, Benoît Martiny, Paul Gehl, Renate van der Vyver)
- Michel Pilz, Reiner Winterschladen, Frank Paul Schubert, Christian Ramond, Klaus Kugel: Yamabiko Quintet (Nemu 2022)
- Frank Paul Schubert, Michel Pilz, Stefan Scheib & Klaus Kugel: Live at FreeJazzSaar 2019 (2024)